# Preto Michel
Preto Michel (nome completo: Michel Jackson Morais Sarmentoi), Salinas, 5 de janeiro de 1977, é um educador social, artista plástico e escritor brasileiro. Sua fonte de inspiração são as lendas amazônicas e a cultura periférica, como o movimento negro e  hip hop.

## Biografia
Preto Michel nasceu em Salinas e aos 4 anos de idade passou a residir em Belém. Seu primeiro contato com os movimentos sociais ocorreu em 1997, através da Pastoral da Juventude, na periferia de Belém. No ano seguinte, entrou para uma organização voltada para o hip hop, a "Nação da Resistência Periférica" (NRP), porta de entrada para sua militância em outros movimentos.
Embora tenha começado a escrever (letras de rap, principalmente) ainda durante seu período de militância no movimento hip hop, foi somente em 2008 que escreveu seu primeiro conto, "O carequinha da Vila da Barca". Em 2010, após travar conhecimento com expoentes da "literatura marginal" em São Paulo, decidiu-se a escrever um livro, o que era dificultado por não ter computador em casa. Finalmente, em 2013 e com recursos próprios, conseguiu lançar a obra intitulada "O Assovio da Matintaperera", na XVII Feira Pan-Amazônica do Livro, no estande dos escritores paraenses.
Como educador social, Preto Michel produz oficinas sobre literatura marginal (produção de textos) em escolas públicas e outros espaços. Nos últimos anos, tem se dedicado a escrever contos e poesia. Em 2017 o autor junto com outros escritores criou o projeto Escambo Literário onde realiza atividade de incentivo a escrita e leitura nas escolas publicas. Até 2022 a projeto ja realizou atividades em mais de 60 escolas. em 2021 o autor idealizou a FeLiP- Festa Literária das Periférias para contribuir para vialização de autores e autoras negras e negros , periféricos e independente da cidade de Belém.

## Obra
- "O Assovio da Matintaperera" (2013) Editora Cromos
- 3 Contos na Periferia - letras Periféricas- 2014
- A Turminha da Mata- Letras Periféricas- 2015
- Belém Cidade Baixa- Letras Periféricas - 2016
- A Escola- Letras Periféricas - 2017
- O Assovio da Matinta Perera- Letras Perifericas 2ª Edição- 2018
- O Lado Preto da Poesia- Letras Periférica- 2019
- A Escola V.2 - Depois da Chuva e Contos de Visagens - Letras Periféricas - 2020
- O amor venceu a guerra - Letras Periféricas - 2021
- Lutar e Resistir - Visagens e Assombrações da noite - Letras Periféricas - 2022